# Tucumán Ferrocarriles S.A.
Tucumán Ferrocarriles S. A. (Conocida por su acrónimo TUFESA) fue una empresa privada argentina que administró la línea ferroviaria entre Buenos Aires y Tucumán del Ferrocarril General Bartolomé Mitre, el cual es parte de la extensa red ferroviaria argentina, luego de la privatización del servicio en 1992.

## Historia
Luego de la privatización de Ferrocarriles Argentinos durante el mandato del presidente Carlos Menem en 1992, el poder ejecutivo de la Provincia de Tucumán se encargó del servicio ferroviario de pasajeros teniendo como nombre El Tucumano.
En 1997, el servicio fue cancelado, por ello se licitó una nueva concesión para operar el ramal ferroviario. El ganador de esta concesión fue Tucumán Ferrocarriles Sociedad Anónima (TUFESA) siendo su titular David Miguel Ángel Giménez. La empresa invirtió dos millones de pesos,empezando a operar ese mismo año con un tren expreso con 4 frecuencias semanales a Tucumán parando en las estaciones Tucumán (Mitre), Colonia Dora, La Banda, Rosario Norte y Retiro Mitre.
Para servir el recorrido, se utilizaron locomotoras EMD GT22 Series y ALCo RSD 16, con coches living, pullman, restaurante, dormitorio y furgón. En 1998 una formación de la empresa chocó contra un camión que transportaba ladrillos en la localidad de San Mariano (Santa Fe). Semanas después, el presidente de TUFESA, David Miguel Ángel Giménez, se suicidó disparándose en su boca luego de que su contador cobrará el seguro del accidente en nombre de la compañía, estafándolo.
Luego de la muerte de Giménez, emergieron problemas económicos y con políticos en la empresa lo que generó mayores dificultades para mantener el servicio con frecuencia normal. Ante estas dificultades, el 12 de marzo del 2000 fue cancelado e interrumpido. Pero, en 2002, el servicio fue recuperado con el servicio El Jardín De La República de la empresa NOA Ferrocarriles. Este servicio operó hasta 2005, cuando la empresa Ferrocentral gana la concesión y se encarga del servicio hasta el 2014, donde el estado Argentino vuelve a hacerse cargo del servicio mediante la empresa Trenes Argentinos Operaciones.